# Arcade (Nowy Jork)
Arcade – miasto w Stanach Zjednoczonych, w stanie Nowy Jork, w hrabstwie Wyoming.